# Martin Fourcade
Martin Fourcade (Céret, 14 de setembro de 1988) é um biatleta e oficial francês, bicampeão olímpico e hexacampeão mundial.

## Carreira
Fourcade representou seu país nos Jogos Olímpicos de 2010, na qual conquistou a medalha de ouro, no individual, no 20 km e no 12,5 km em perseguição.